# Coliseo de la Ciudad Deportiva
El Coliseo de la Ciudad Deportiva es una arena localizada en la ciudad de La Habana, la capital de la isla y nación caribeña de Cuba. La capacidad del estadio es de 15 000 espectadores  y abrió sus puertas en 1957. Se utiliza para albergar eventos deportivos bajo techo como Baloncesto, boxeo, o esgrima y es una de las sedes del equipo nacional masculino de voleibol de Cuba.

## Historia

### Juicios de 1959

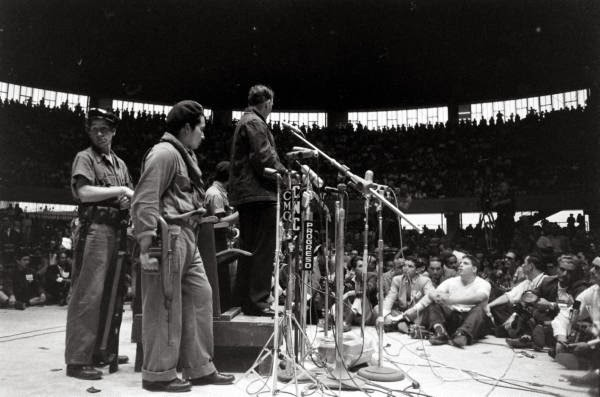
Juicio a Jesús Sosa Blanco.

El 16 de febrero de 1959, Jesús Sosa Blanco, quien había sido coronel del ejército cubano bajo Fulgencio Batista, fue arrestado y acusado por el gobierno de Fidel Castro de haber cometido 108 asesinatos bajo el régimen de Batista. El juicio televisado de Sosa se desarrolló en el Coliseo de la Ciudad Deportiva habanera ante 17.000 espectadores. Antes de su ejecución, se le escuchó decir que el escenario del juicio era "digno de la antigua Roma".

### Concierto de 2016
El 1 de marzo de 2016, en honor al enfermo Fidel Castro, The Rolling Stones anunciaron que darían un concierto gratuito en el estadio el 25 de marzo. Fue el primer concierto al aire libre de una banda de rock británica en la historia del país.